# Dorle Vallender

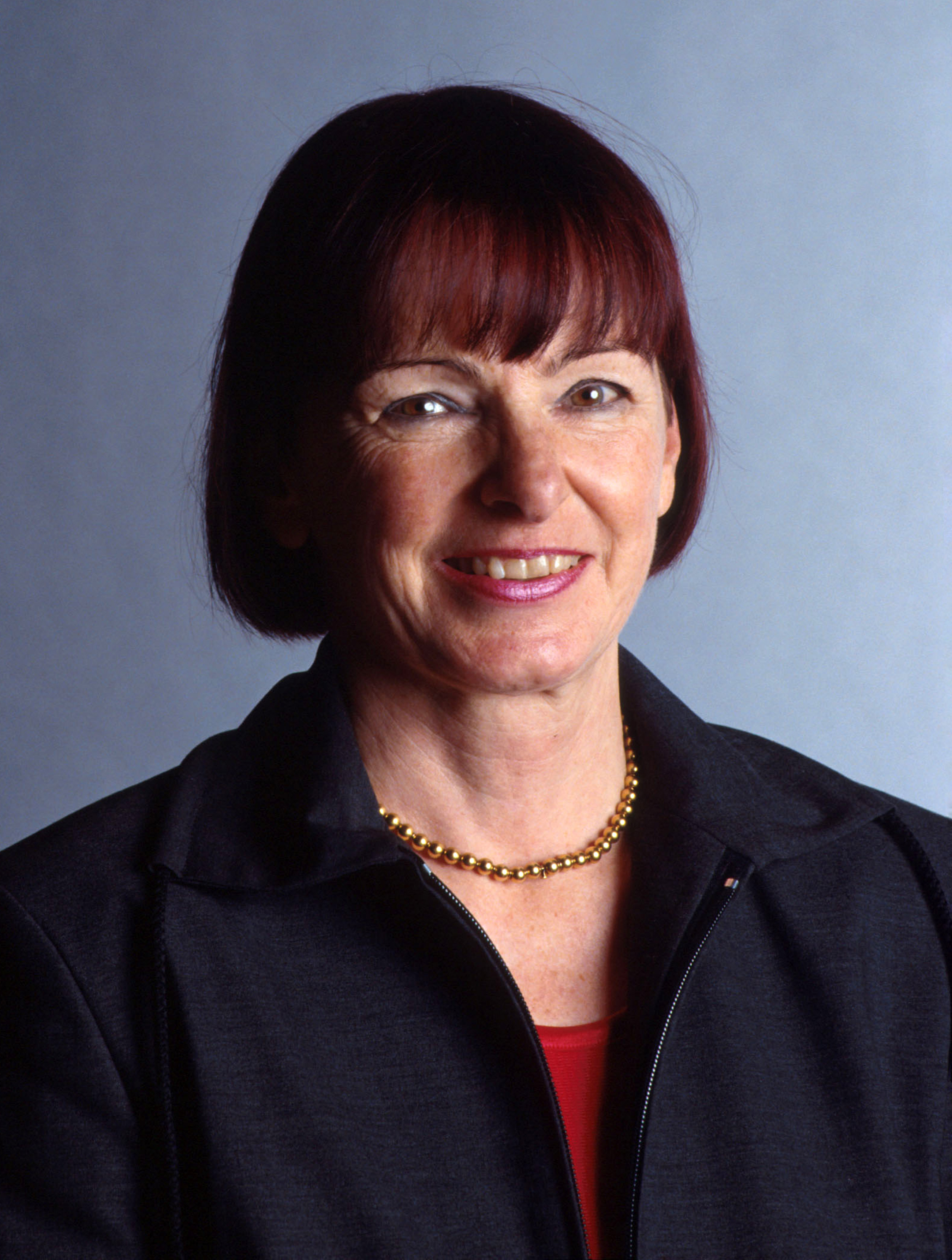
Nationalrätin Dorle Vallender (Foto: undatiert)

Dorle Vallender (* 1. November 1941 in Hagen, heimatberechtigt in Trogen, Kanton Appenzell Ausserrhoden) ist eine Schweizer Politikerin (FDP). Sie war von 1995 bis 2003 Mitglied des Nationalrats und die erste Frau, die den Kanton Appenzell Ausserrhoden im eidgenössischen Parlament vertrat.

## Ausbildung, Beruf und Privates
Dorle Vallender studierte an der Hochschule St. Gallen und schloss 1974 mit dem Doktortitel in Wirtschaftswissenschaften ab. Von 1982 bis 1998 unterrichtete sie an der Kantonsschule Trogen. Ab 1986 war Vallender nebenamtlich als Kantonsrichterin tätig, später wurde sie Oberrichterin. Schon hier schrieb sie ein kleines Stück Kantonsgeschichte – als erste von der Landsgemeinde gewählte Frau. Von 1991 an war Dorle Vallender als Vizepräsidentin der kantonalen Verfassungskommission tätig.
Sie ist verheiratet mit dem Staatsrechtler Klaus Vallender und lebt in Trogen.

## Nationalrätin
1995 waren im Kanton Appenzell Ausserrhoden zwei Nationalratssitze neu zu besetzen – die beiden Bisherigen, noch in stiller Wahl gewählten Hans-Rudolf Früh und Herbert Maeder waren zurückgetreten. Um die frei werdenden Sitze bewarben sich im Herbst 1995 zehn Personen auf sieben Listen. Gewählt wurden der SVP-Politiker Jakob Freund und – zu ihrer eigenen Überraschung – Dorle Vallender. Als wichtigste Aufgabe ihrer Berner Zeit bezeichnet Vallender rückblickend die Mitarbeit in der Bundesverfassungskommission. Einige ihrer Anträge und Anstösse fanden in der neuen Verfassung Niederschlag – unter anderem die Regelung, dass Kantone ihre Verträge mit dem Ausland nicht mehr dem Bund zur Genehmigung vorlegen müssen, sondern ihn nur noch zu informieren haben. Eingang fanden ausserdem ihre Anträge für die Freiheit der Lebensform und jener, wonach die Besteuerung nach dem Grundsatz der wirtschaftlichen Leistungsfähigkeit zu erfolgen hat. Vier Jahre später, bei den Eidgenössischen Wahlen im Jahr 1999, wurde das Duo Vallender/Freund erneut von den Wählerinnen und Wählern bestätigt. Als Folge der Eidgenössischen Volkszählung im Jahr 2000 verlor der Kanton Appenzell Ausserrhoden einen Sitz im Nationalrat bei den folgenden Wahlen. Vallender legte 2003 ihr Amt nieder. Sie widerspricht Darstellungen, sie sei von ihrer Partei zum Rücktritt gedrängt worden.